# Плюшов, Гюнтер
Гюнтер Плюшов (нем. Gunther Plüschow; 8 февраля 1886, Мюнхен — 28 января 1931) — немецкий лётчик. Участник Первой мировой войны, исследователь Патагонии, писатель.

## Биография
Родился в 1886 году в Мюнхене. После начала Первой мировой войны лейтенант Плюшов был направлен на Дальний Восток на базу германской армии Циндао. Располагая единственным исправным Rumpler 3С, в период с августа по ноябрь совершал регулярные разведывательные и бомбардировочные вылеты, оказавшие огромную помощь осажденным в крепости войскам. Сбрасывая самодельные бомбы, ему удавалось отвлекать внимание японцев от наземных войск.
В конце концов, противник вынужден был включить в состав артиллерийских батарей зенитные орудия, что значительно замедлило выдвижение батарей японцев на позиции. Плюшов утверждает, что в одном из полетов он сбил японский «Фарман» из своего пистолета. 6 ноября, накануне сдачи, Плюшов вылетел из обреченной крепости для ухода на нейтральную территорию. В тот же день Плюшов сжег свой самолет, чтобы он не достался неприятелю. Вскоре ему удалось прибыть в Шанхай, откуда он на пароходе отправился в США.
В 1916 году ему удалось вернуться в Германию, где он был назван «героем Циндао». Плюшов выпустил свою книгу.
После войны стал известным пилотажником. Погиб в 1931 году во время экспедиции в Южной Америке.

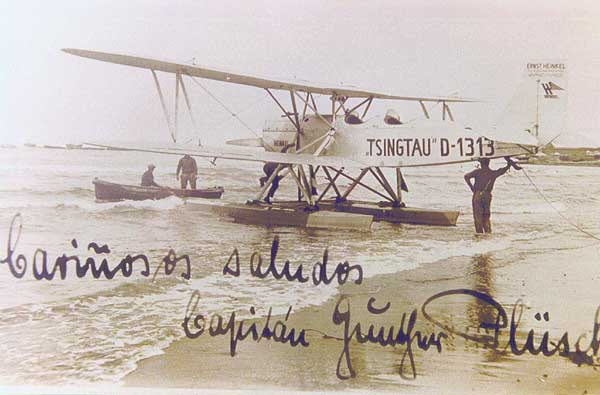
Фотография гидроплана Heinkel HD-24, пилотируемого Плюшовым во время южно-американской экспедиции (с автографом). 1928 год

## Награды
- Османская медаль в области науки и искусства
- Железный крест (1914) 2-го и 1-го класса (Королевство Пруссия)
- Орден Белого слона 5-го класса (1915) (Королевство Сиам)
- Королевский орден Дома Гогенцоллернов рыцарский крест с мечами (Королевство Пруссия)
- Орден Церингенского льва рыцарский крест 2-го класса с дубовыми листьями и мечами (Великое герцогство Баден)
- Орден «За военные заслуги» 4-го класса с мечами (Королевство Бавария)
- Крест «За военные заслуги» 2-го и 1-го класса (Великое герцогство Мекленбург-Шверин)
- Медаль Лиакат (Османская империя)

## Книги Плюшова
- My escape from Donington Hall by Kapitänleutnant Gunther Plüschow, of the German Air Service; published by John Lane, Bodly Head Ltd., London, 1922; autobiographical book telling the story of (full title): My escape from Donington Hall preceded by an account of the siege of Kiao-Chow in 1914.
- Escape from England, Gunther Plüschow, Ripping Yarns.com, ISBN 1-904466-21-4, a 2004 English language reprint of My Escape from Donington Hall.
- Segelfahrt ins Wunderland, Gunther Plüschow. Berlin: Ullstein Verlag, 1926.
- Silberkondor über Feuerland, Gunther Plüschow. Berlin: Ullstein Verlag, 1929, new edition: Prager Bücher, ISBN 3-925769-07-2